# شگفت‌رنگینک‌ها
شگفت‌رنگینک‌ها (نام علمی: Xenopipo) نام یک سرده از تیره رنگینک است.

## گونه‌ها
- رنگینک سیاه (Xenopipo atronitens)
- رنگینک سرزرد (Xenopipo flavicapilla)
- رنگینک سبز (Xenopipo holochlora)
- رنگینک شبق (Xenopipo unicolor)
- رنگینک زیتونی (Xenopipo uniformis)